# Chrysosoma signatum
Chrysosoma signatum är en tvåvingeart som beskrevs av Becker 1923. Chrysosoma signatum ingår i släktet Chrysosoma och familjen styltflugor. Inga underarter finns listade i Catalogue of Life.